# Parasolid
Parasolid è un kernel geometrico originariamente sviluppato dalla Shape Data Limited, ora dei Siemens PLM Software (già UGS Corp.). È utilizzato da diverse piattaforme software di computer grafica, in particolare nei software CAD.
Parasolid include funzioni Booleane, modellazione superficiale, e altre caratteristiche CAD. Parasolid include anche specifiche tecnologie applicabili nei software CAD meccanici.

## Estensione
I file sono salvati in formato .x_t. Altro formato è .x_b, in formato binario.

## Software
Viene usato principalmente nel Computer-aided design (CAD), Computer-aided manufacturing (CAM), Computer-aided engineering (CAE), Product visualization, e CAD data exchange. Tra i software più noti si citano:
- Abaqus
- ADINA[1]
- Alibre Design
- Altair HyperWorks
- Ansys[2]
- Cimatron E
- Delcam
- COMSOL Multiphysics
- Femap
- HyperMesh
- IRONCAD
- MasterCAM
- Medusa
- MicroStation
- Moldflow
- Siemens NX
- Onshape
- Qinetiq Paramarine
- PowerSHAPE
- Plasticity
- Shapr3D
- SimScale
- Solid Edge
- SolidWorks
- SpaceClaim
- T-FLEX CAD
- WorkXPlore 3D